# William Henry Smyth
William Henry Smyth (Westminster, 21 gennaio 1788 – 8 settembre 1865) è stato un astronomo e ammiraglio britannico.

## Biografia
Smyth è nato a Westminster, Londra, unico figlio di Joseph Smyth e Georgina Caroline Pitt Pilkington, nipote della scrittrice irlandese Laetitia Pilkington. Il padre di Smyth era un colono americano che viveva nella colonia britannica dell'New Jersey. Joseph Smyth era un lealista della Corona britannica e durante la rivoluzione americana è emigrato in Inghilterra, dove è nato il figlio.
Smyth si è arruolato nella Royal Navy fino ad ottenere il titolo di ammiraglio, durante le guerre napoleoniche ha prestato servizio nel Mediterraneo. Nel 1815 ha sposato Eliza Anne "Annarella" Warington.
William Henry è stato il padre dell'astronomo Charles Piazzi Smyth, del geologo Warington Wilkinson Smyth e del generale Henry Augustus Smyth. Una sua figlia, Henrietta Grace Smyth, ha sposato il matematico Baden Powell, con cui ha concepito Robert Baden-Powell, fondatore dello scautismo. Un'altra figlia di Smyth, Georgiana Rosetta Smyth, ha sposato lo zoologo William Henry Flower.
Nel settembre del 1865 Smyth ha avuto un attacco di cuore e quando sembrava essersi ripreso l'8 settembre dello stesso anno è morto. È stato sepolto nel cimitero di Stone nel Buckinghamshire.

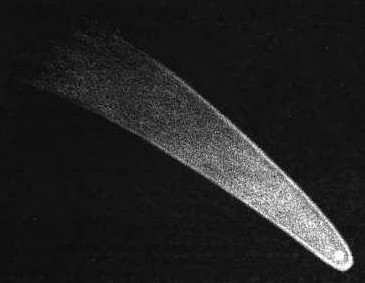
La Grande Cometa del 1811, disegnata da William Henry Smyth

## Attività scientifica
Nel 1817, durante un'analisi idrografica, Smyth ha incontrato l'astronomo italiano Giuseppe Piazzi. Visitando il suo osservatorio astronomico a Palermo si è acceso in Smyth l'interesse per l'astronomia.

Nel 1825 si è ritirato dalla marina britannica per fondare un osservatorio privato a Bedford, equipaggiandolo con un telescopio rifrattore da 15 cm. Con tale strumentazione ha osservato per tutti gli anni '30 molti oggetti astronomici, compreso stelle doppie, ammassi stellari e nebulose.

Nel 1844 ha pubblicato le sue osservazioni in un'opera in due volumi: Cycle of Celestial Objects, grazie al quale ha conseguito la medaglia d'Oro della Royal Astronomical Society nel 1845 e anche la presidenza della stessa Società Astronomica. Il primo volume dell'opera era di carattere generale sull'astronomia, mentre il secondo volume è diventato famoso come Catalogo Bedford e contiene le osservazioni di Smyth su 1604 oggetti, tra stelle doppie e nebulose. Tale catalogo è stato usato come riferimento standard per molti anni a venire, nessun altro astronomo aveva mai fatto un così vasto catalogo di oggetti deboli.
Nel 1839, al termine delle sue osservazioni, Smyth si è ritirato a Cardiff. Il suo osservatorio è stato smantellato e il telescopio venduto all'astronomo e filantropo John Lee che lo ha installato in un suo osservatorio di Hartwell House. Smyth poteva comunque usare il telescopio, dato che abitava piuttosto vicino, e ha continuato ad osservare il cielo dal 1839 al 1859. Il telescopio di Smyth è oggi esposto al Museo della Scienza di Londra.
In suo onore è stato battezzato il Mare Smythii sulla Luna.